# Васюник Петро Іванович
Васюник Петро Іванович (Нар. 14 лютого 1911 року в с. Поріччя Городоцького району Львівської області, помер 4 січня 2005 року в Ясло, Польща) — фахівець в області обробки металів тиском, професор Академії гірничої справи та металургії в Польщі (Akademii Górniczo-Hutniczej), давній менеджер докторантури на факультеті металургії Академії гірничої справи та металургії в Польщі, автор багатьох наукових публікацій.

## Життєпис
Отримав вищу інженерну освіту в Політехнічному університеті Львова. По закінченні вузу майже п'ять років працює на заводі конструктором залізниці.
З 1945 по 1956 рік працює головним технологом в Кузні Устроня в Польщі. Його інноваційні рішення привели до інноваційної технології кування на ковальських пресах велосипедних маточин інших частини машин однакової форми і кільця підшипників кочення.
З 1953 викладач в Академії гірничої справи та металургії в Польщі. Він виховав близько 20 докторів, 'кі згодом працювали в університетах Польщі і за кордоном.
Як заступник доцента, з 1965 року як доцент, а з 1972 року як титульний професор працював у відділі обробки тиском, а потім, після реорганізації Департаменту металургії, в Інституті обробки металів тиском. Він контролював кілька сотень робіт інженерів і майстрів, в тому числі Чарльза Семика.
Його наукова праця стосується штампованої поковки. Ряд докторських дисертацій виконаних під його керівництвом також стосувалося цієї проблеми, в тому числі кування ізотермічного штампування в зверхпластичності формувальних матеріалів і тискоформуючих процесів.
У 70-ті і 80-ті роки він випустив кілька підручників для технічних навчальних закладів, в тому числі в сфері фундаментальних процесів обробки металів тиском і технічної підтримки лабораторії для цих процесів. Випущені останні 2 академічні підручники неодноразово оновлювалися:
- «Штампування»
- «Теорія ковальства і пресування».

Науковий керівник в декількох інститутах, в тому числі в Металоформуючому (Metal Forming) інституті в Познані. Консультант в багатьох кузнях і фабриках та інших переробних заводах, де основний виробничий процес кування або штампування. Вельмишановний експерт, зробив десятки експертиз для переробної промисловості, разом з командою колег він розробив і реалізував десятки наукових досліджень. Він співпрацював з науково-дослідними центрами в Остраві, Кошицях, Мішкольці, Москві і Санкт-Петербурзі.
Як працівник Академії гірничої справи та металургії був також залучений в організаційній роботі. Він був протягом багатьох років директор по докторантурі, аспірантурі і захисту наукових кіл.
Помер у віці 94 років, похорони відбулися 6 січня 2005 року в Ясло.